# Rivalité Djokovic-Murray
|                                               |  |  |
| Novak Djokovic à gauche, Andy Murray à droite |  |  |

Novak Djokovic et Andy Murray sont deux joueurs de tennis professionnels rivaux. Le premier étant professionnel depuis 2003, le second depuis 2005. Ils se sont rencontrés à 36 reprises. Sur ces 36 confrontations, ils se sont rencontrés à 10 reprises en Grand Chelem, dont à 4 reprises en finale de l'Open d'Australie ce qui constitue un record. Ils se sont également rencontrés en finale des 4 tournois du Grand Chelem, un record partagé par la rivalité Nadal-Djokovic.
Depuis 2008, la régularité de Rafael Nadal et Roger Federer dans le top 2, la poussée de Novak Djokovic jusqu'à la place de numéro 2 mondial en 2010 et numéro 1 en 2011 et la quasi-stabilité d'Andy Murray à la quatrième place, ainsi que ses incursions à la 3e, 2e place mondiale en 2009 et puis à la 1re place mondiale en 2016 ont incité les journalistes à étendre cette rivalité à un Big Four,.

## Bilan des confrontations
Sur 36 duels, Djokovic mène avec 25 victoires. Dans leurs confrontations sur surface rapide, Djokovic mène également 20-10 et également sur terre battue où il mène 5-1. Sur dur, que ce soit en condition outdoor ou indoor, c'est Novak Djokovic qui mène 16-7 et 4-1. Enfin, sur herbe, c'est Andy Murray qui mène avec 2-0.
|  | Novak Djokovic | 25 – 11 | Andy Murray |  |

## Liste des rencontres

### Rencontres officielles
| N° | Vainqueur (+ classement) | Vaincu (+ classement) | Lieu | Lieu         | Tournoi | Tournoi                | Date           | Tour   | Score                              | Surface | Surface      | Durée      | /     | /       |
| N° | Vainqueur (+ classement) | Vaincu (+ classement) | Lieu | Lieu         | Tournoi | Tournoi                | Date           | Tour   | Score                              | Surface | Surface      | Durée      | Année | Total   |
| -- | ------------------------ | --------------------- | ---- | ------------ | ------- | ---------------------- | -------------- | ------ | ---------------------------------- | ------- | ------------ | ---------- | ----- | ------- |
| -- | Novak Djokovic no 1      | Andy Murray no 78     |      | Madrid       |         | Masters de Madrid      | mai 2022       | 1/8    | Forfait                            |         | Terre battue | 0 h 0 min  | 0 / 0 | 25 / 11 |
| 36 | Novak Djokovic no 2      | Andy Murray no 1      |      | Doha         |         | Open de Doha           | janvier 2017   | Finale | 3 sets : 6-3, 5-7, 6-4             |         | Dur          | 2 h 55 min | 1 / 0 | 25 / 11 |
| 35 | Andy Murray no 1         | Novak Djokovic no 2   |      | Londres      |         | Masters 2016           | novembre 2016  | Finale | 2 sets : 6-3, 6-4                  |         | Dur          | 1 h 43 min | 3 / 2 | 24 / 11 |
| 34 | Novak Djokovic no 1      | Andy Murray no 2      |      | Paris        |         | Roland-Garros          | juin 2016      | Finale | 4 sets : 3-6, 6-1, 6-2, 6-4        |         | Terre battue | 3 h 3 min  | 3 / 1 | 24 / 10 |
| 33 | Andy Murray no 3         | Novak Djokovic no 1   |      | Rome         |         | Masters de Rome        | mai 2016       | Finale | 2 sets : 6-3, 6-3                  |         | Terre battue | 1 h 35 min | 2 / 1 | 23 / 10 |
| 32 | Novak Djokovic no 1      | Andy Murray no 2      |      | Madrid       |         | Masters de Madrid      | mai 2016       | Finale | 3 sets : 6-2, 3-6, 6-4             |         | Terre battue | 2 h 6 min  | 2 / 0 | 23 / 9  |
| 31 | Novak Djokovic no 1      | Andy Murray no 2      |      | Melbourne    |         | Open d'Australie       | janvier 2016   | Finale | 3 sets : 6-1, 7-5, 7-63            |         | Dur          | 2 h 53 min | 1 / 0 | 22 / 9  |
| 30 | Novak Djokovic no 1      | Andy Murray no 2      |      | Paris        |         | Masters de Paris-Bercy | octobre 2015   | Finale | 2 sets : 6-2, 6-4                  |         | Dur(int.)    | 1 h 32 min | 6 / 1 | 21 / 9  |
| 29 | Novak Djokovic no 1      | Andy Murray no 3      |      | Shanghai     |         | Masters de Shanghai    | octobre 2015   | Demie  | 2 sets : 6-1, 6-3                  |         | Dur          | 1 h 7 min  | 5 / 1 | 20 / 9  |
| 28 | Andy Murray no 3         | Novak Djokovic no 1   |      | Montreal     |         | Masters du Canada      | août 2015      | Finale | 3 sets : 6-4, 4-6, 6-3             |         | Dur          | 3 h 0 min  | 4 / 1 | 19 / 9  |
| 27 | Novak Djokovic no 1      | Andy Murray no 3      |      | Paris        |         | Roland-Garros          | juin 2015      | Demie  | 5 sets : 6-3, 6-3, 5-7, 5-7, 6-1   |         | Terre battue | 4 h 9 min  | 4 / 0 | 19 / 8  |
| 26 | Novak Djokovic no 1      | Andy Murray no 3      |      | Miami        |         | Masters de Miami       | avril 2015     | Finale | 3 sets : 7-63, 4-6, 6-0            |         | Dur          | 2 h 46 min | 3 / 0 | 18 / 8  |
| 25 | Novak Djokovic no 1      | Andy Murray no 4      |      | Indian Wells |         | Masters d'Indian Wells | mars 2015      | Demie  | 2 sets : 6-2, 6-3                  |         | Dur          | 1 h 28 min | 2 / 0 | 17 / 8  |
| 24 | Novak Djokovic no 1      | Andy Murray no 6      |      | Melbourne    |         | Open d'Australie       | janvier 2015   | Finale | 4 sets : 7-65, 64-7, 6-3, 6-0      |         | Dur          | 3 h 39 min | 1 / 0 | 16 / 8  |
| 23 | Novak Djokovic no 1      | Andy Murray no 6      |      | Paris        |         | Masters de Paris-Bercy | octobre 2014   | Quart  | 2 sets : 7-5, 6-2                  |         | Dur(int.)    | 1 h 42 min | 4 / 0 | 15 / 8  |
| 22 | Novak Djokovic no 1      | Andy Murray no 11     |      | Pékin        |         | Pékin 2014             | octobre 2014   | Demie  | 2 sets 6-3, 6-4                    |         | Dur          | 1 h 36 min | 3 / 0 | 14 / 8  |
| 21 | Novak Djokovic no 1      | Andy Murray no 9      |      | New York     |         | G.C. US Open           | septembre 2014 | Quart  | 4 sets : 7-61, 61-7, 6-2, 6-4      |         | Dur          | 3 h 33 min | 2 / 0 | 13 / 8  |
| 20 | Novak Djokovic no 2      | Andy Murray no 8      |      | Miami        |         | Masters de Miami       | mars 2014      | Quart  | 2 sets : 7-5, 6-3                  |         | Dur          | 1 h 31 min | 1 / 0 | 12 / 8  |
| 19 | Andy Murray no 2         | Novak Djokovic no 1   |      | Londres      |         | G.C Wimbledon          | juillet 2013   | Finale | 3 sets : 6-4, 7-5, 6-4             |         | Gazon        | 3 h 9 min  | 1 / 1 | 11 / 8  |
| 18 | Novak Djokovic no        | Andy Murray no        |      | Melbourne    |         | Open d'Australie       | janvier 2013   | Finale | 4 sets : 62-7, 7-63, 6-3, 6-2      |         | Dur          | 3 h 40 min | 1 / 0 | 11 / 7  |
| 17 | Novak Djokovic no 1      | Andy Murray no 3      |      | Londres      |         | ATP World Tour Finals  | novembre 2012  | Poules | 3 sets : 4-6, 6-3, 7-5             |         | Dur(int.)    | 2 h 34 min | 4 / 3 | 10 / 7  |
| 16 | Novak Djokovic no 2      | Andy Murray no 3      |      | Shanghai     |         | Masters de Shanghai    | octobre 2012   | Finale | 3 sets : 5-7, 7-611, 6-3           |         | Dur          | 3 h 22 min | 3 / 3 | 9 / 7   |
| 15 | Andy Murray no 4         | Novak Djokovic no 2   |      | New York     |         | G.C. US Open           | septembre 2012 | Finale | 5 sets : 7-610, 7-5, 2-6, 3-6, 6-2 |         | Dur          | 4 h 54 min | 2 / 3 | 8 / 7   |
| 14 | Andy Murray no 4         | Novak Djokovic no 2   |      | Londres      |         | Jeux Olympiques        | août 2012      | Demie  | 2 sets : 7-5, 7-5                  |         | Gazon        | 2 h 0 min  | 2 / 2 | 8 / 6   |
| 13 | Novak Djokovic no 1      | Andy Murray no 4      |      | Miami        |         | Masters de Miami       | avril 2012     | Finale | 2 sets : 6-1, 7-64                 |         | Dur          | 2 h 18 min | 2 / 1 | 8 / 5   |
| 12 | Andy Murray no 4         | Novak Djokovic no 1   |      | Dubaï        |         | Dubaï 2012             | février 2012   | Demie  | 2 sets 6-2, 7-5                    |         | Dur          | 1 h 23 min | 1 / 1 | 7 / 5   |
| 11 | Novak Djokovic no 1      | Andy Murray no 4      |      | Melbourne    |         | Open d'Australie       | janvier 2012   | Demie  | 5 sets : 6-3, 3-6, 64-7, 6-1, 7-5  |         | Dur          | 4 h 50 min | 1 / 0 | 7 / 4   |
| 10 | Andy Murray no 4         | Novak Djokovic no 1   |      | Cincinnati   |         | Masters de Cincinnati  | août 2011      | Finale | 2 sets : 6-4, 3-0 ab.              |         | Dur          | 1 h 12 min | 2 / 1 | 6 / 4   |
| 9  | Novak Djokovic no 2      | Andy Murray no 4      |      | Rome         |         | Masters de Rome        | mai 2011       | Demie  | 3 sets : 6-1, 3-6, 7-62            |         | Terre battue | 3 h 2 min  | 2 / 0 | 6 / 3   |
| 8  | Novak Djokovic no 3      | Andy Murray no 5      |      | Melbourne    |         | Open d'Australie       | janvier 2011   | Finale | 3 sets : 6-4, 6-2, 6-3             |         | Dur          | 2 h 39 min | 1 / 0 | 5 / 3   |
| 7  | Andy Murray no 4         | Novak Djokovic no 3   |      | Miami        |         | Masters de Miami       | avril 2009     | Finale | 2 sets : 6-2, 7-5                  |         | Dur          | 2 h 5 min  | 0 / 1 | 4 / 3   |
| 6  | Andy Murray no 6         | Novak Djokovic no 3   |      | Cincinnati   |         | Masters de Cincinnati  | août 2008      | Finale | 2 sets : 7-64, 7-65                |         | Dur          | 2 h 23 min | 1 / 2 | 4 / 2   |
| 5  | Andy Murray no 9         | Novak Djokovic no 3   |      | Toronto      |         | Masters du Canada      | juillet 2008   | Quart  | 2 sets : 6-3, 7-63                 |         | Dur          | 1 h 45 min | 1 / 1 | 4 / 1   |
| 4  | Novak Djokovic no 3      | Andy Murray no 21     |      | Monte Carlo  |         | Masters de Monte-Carlo | avril 2008     | 1/8    | 2 sets : 6-0, 6-4                  |         | Terre battue | 1 h 18 min | 1 / 0 | 4 / 0   |
| 3  | Novak Djokovic no 10     | Andy Murray no 12     |      | Miami        |         | Masters de Miami       | mars 2007      | Demie  | 2 sets : 6-1, 6-0                  |         | Dur          | 1 h 3 min  | 2 / 0 | 3 / 0   |
| 2  | Novak Djokovic no 13     | Andy Murray no 11     |      | Indian Wells |         | Masters d'Indian Wells | mars 2007      | Demie  | 2 sets : 6-2, 6-3                  |         | Dur          | 1 h 3 min  | 1 / 0 | 2 / 0   |
| 1  | Novak Djokovic no 17     | Andy Murray no 19     |      | Madrid       |         | Masters de Madrid      | octobre 2006   | 1/8    | 3 sets : 1-6, 7-5, 6-3             |         | Dur(int.)    | 2 h 11 min | 1 / 0 | 1 / 0   |

### Rencontres non officielles
| N° | Vainqueur (+ classement) | Vaincu (+ classement) | Drap. | Lieu        | Tournoi                            | Date          | Tour       | Score              | Surface    | /     | /     |
| N° | Vainqueur (+ classement) | Vaincu (+ classement) | Drap. | Lieu        | Tournoi                            | Date          | Tour       | Score              | Surface    | Année | Total |
| 1  | Novak Djokovic no 1      | Andy Murray no 4      |       | Stoke Poges | Boodles Challenge 2012             | juin 2012     | Exhibition | 2 sets : 6-4, 6-4  | Gazon      | 1 / 0 | 1 / 0 |
| 2  | Novak Djokovic no 2      | Andy Murray no 4      |       | New York    | BNP Paribas Showdown 2014          | mars 2014     | Exhibition | 2 sets : 6-3, 7-62 | Dur        | 1/ 0  | 2 / 0 |
| 3  | Novak Djokovic no 1      | Andy Murray no 6      |       | Londres     | Masters 2014                       | novembre 2014 | Exhibition | 1 set : 8-5        | Dur (int.) | 2/ 0  | 3 / 0 |
| -  | Andy Murray no 6         | Novak Djokovic no 1   |       | Abu Dhabi   | Mubadala World Tennis Championship | janvier 2015  | Exhibition | Forfait            | Dur        | 0 / 0 | 3 / 0 |

## Tableau comparatif
| Confrontation                            | Novak Djokovic | Andy Murray | Total |
| ---------------------------------------- | -------------- | ----------- | ----- |
| Au total                                 | 25             | 11          | 36    |
| Sur terre battue                         | 5              | 1           | 6     |
| Sur dur                                  | 20             | 8           | 28    |
| dur outdoor                              | 16             | 7           | 23    |
| dur indoor                               | 4              | 1           | 5     |
| Sur gazon                                | 0              | 2           | 2     |
| Sur moquette                             | 0              | 0           | 0     |
| Surface rapide (Dur/Gazon/Moquette)      | 20             | 10          | 30    |
| outdoor                                  | 21             | 10          | 31    |
| indoor                                   | 4              | 1           | 5     |
| Grand Chelem                             | 8              | 2           | 10    |
| Masters                                  | 1              | 1           | 2     |
| Masters 1000                             | 14             | 6           | 24    |
| 500 series                               | 1              | 1           | 2     |
| 250 series                               | 1              | 0           | 1     |
| Jeux olympiques                          | 0              | 1           | 1     |
| Coupe Davis                              | 0              | 0           | 0     |
| Finale de Grand Chelem                   | 5              | 2           | 7     |
| Finale de Masters                        | 0              | 1           | 1     |
| Finale de Masters 1000                   | 5              | 5           | 10    |
| Finale                                   | 11             | 8           | 19    |
| Match en 2 sets gagnants                 | 17             | 9           | 26    |
| Match en 3 sets gagnants                 | 8              | 2           | 10    |
| Victoire en 5 sets                       | 2              | 1           | 3     |
| Victoire en 3 sets (match en 5 sets)     | 2              | 1           | 3     |
| Victoire en 2 sets gagnants              | 10             | 6           | 16    |
| Remontée de 1 set à 0 (match en 3 sets)  | 3              | 0           | 3     |
| Remontée de 2 sets à 0 (match en 5 sets) | 0              | 0           | 0     |
| Victoire en sauvant des balles de match* | 1              | 0           | 1     |
| Victoires d'affilée                      | 8              | 3           | -     |
| Tie-break remportés                      | 8              | 8           | 16    |
| 6-0 remporté                             | 4              | 0           | 4     |
| Exhibition                               | 3              | 0           | 3     |
| 2006                                     | 1              | 0           | 1     |
| 2007                                     | 2              | 0           | 2     |
| 2008                                     | 1              | 2           | 3     |
| 2009                                     | 0              | 1           | 1     |
| 2011                                     | 2              | 1           | 3     |
| 2012                                     | 4              | 3           | 7     |
| 2013                                     | 1              | 1           | 2     |
| 2014                                     | 4              | 0           | 4     |
| 2015                                     | 6              | 1           | 7     |
| 2016                                     | 3              | 2           | 5     |
| 2017                                     | 1              | 0           | 1     |
| Grande-Bretagne                          | 1              | 3           | 4     |
| Serbie                                   | 0              | 0           | 0     |

## Historique

### 2006
Leur toute première confrontation officielle sur le circuit a lieu en 2006 quand les deux joueurs sont âgés d'à peine 19 ans.
C'est Novak qui remporte le match en 3 sets en 1/16 de finale du Masters 1000 de Madrid (1-6, 7-5, 6-3).

### 2007
L'année de la confirmation de Djokovic et Murray voit les deux protagonistes s'affronter deux fois, en demi-finale de Masters 1000. Avec deux victoires pour le Serbe.
Tout d'abord à Indian Wells où Djokovic remporte le match en 2 sets (6-2, 6-3) puis à Miami également en 2 sets (6-1, 6-0).

### 2008
En 2008 c'est à trois reprises qu'ils se jouent pour 2 victoires d'Andy Murray.
Tout d'abord à Monte-Carlo le Serbe s'impose en 2 sets (6-0, 6-4).
Au Canada, Murray s'impose en quarts en 2 sets (6-3, 7-63) puis lors de la première finale entre les deux joueurs c'est Murray qui l'emporte à Cincinnati (7-64, 7-65).

### 2009
En 2009, ils ne se jouent qu'une fois en finale du tournoi de Miami. C'est Andy Murray qui s'impose lors de cette unique rencontre en 2 sets (6-2, 7-5).

### 2011
En 2011, c'est à trois reprises qu'ils se confrontent.
Tout d'abord à l'Open d'Australie pour leur première finale en Grand Chelem. Le Serbe s'impose facilement en 3 sets (6-4, 6-2, 6-3).
Ensuite c'est à Rome en demi-finale qu'ils se jouent dans une rencontre indécise qui se conclut au tie-break du 3e set sur le score de (6-1, 3-6, 7-62)
Enfin, ils se retrouvent en finale du Masters de Cincinnati ou Novak est contraint à l'abandon durant le 2e set (6-4, 3-0 ab.)

### 2012
C'est à 7 reprises que Djokovic et Murray se retrouvent en 2012 pour 4 victoires Serbes.
La première confrontation a lieu encore à l'Open d'Australie en demi-finale dans une rencontre longue de 5 sets, c'est d'ailleurs la rencontre la plus longue que les deux aient joué à ce moment-là. Djokovic s'impose (6-3, 3-6, 64-7, 6-1, 7-5) pour accéder à la finale en 4h50.
Ensuite c'est à Dubaï qu'ils se jouent, encore une fois en demi-finale pour une victoire britannique en 2 sets (6-2, 7-5).
La 3e rencontre a lieu en finale du Masters de Miami qui est remporté par Novak Djokovic en 2 sets (6-1, 7-64).
C'est lors des Jeux Olympiques d'été à Londres qu'ils se retrouvent pour leur première confrontation sur gazon et une victoire de Murray en 2 sets (7-5, 7-5) qui lui permet d'aller chercher une finale olympique.
Puis c'est en finale de l'US Open qu'a lieu la 5e confrontation dans un match en 5 sets de 4H54. Murray remporte son premier Grand Chelem sur le score de (7-610, 7-5, 2-6, 3-6, 6-2). C'est d'ailleurs la plus longue finale de l'Ere Open à New York.
Le 16e duel entre les deux se déroule en finale du Masters 1000 de Shanghai avec une victoire du Serbe en 3 sets qui sauvent plusieurs balles de match dans le tie break du second set (5-7, 7-611, 6-3).
Enfin la dernière confrontation de l'année 2012 a lieu aux Masters en poules avec une victoire serbe en 3 sets (4-6, 6-3, 7-5).

### 2013
En 2013, ils se rencontrent seulement deux fois pour une victoire chacun. Les deux rencontres ont lieu en finale de Grand Chelem.
La finale de l'Open d'Australie voit le Serbe s'imposer en 4 sets (62-7, 7-63, 6-3, 6-2) tandis que la finale de Wimbledon voit le Britannique remporter le match en 3 sets (6-4, 7-5, 6-4).

### 2014
En 2014, les deux protagonistes se rencontrent 4 fois pour 4 victoires du Serbe.
Après un retour d'opération du dos, Andy Murray retrouve la compétition au-delà de la 4e place mondiale. Leur première confrontation a lieu en quarts de finale du Masters 1000 de Miami où le Serbe s'impose en 2 sets (7-5, 6-3).
Puis, toujours en quarts, c'est à l'US Open que le Serbe bat le Britannique en 4 sets (7-61, 61-7, 6-2, 6-4).
Leur 22e confrontation a lieu à l'Open de Chine en demi-finale pour une victoire du Serbe en 2 sets (6-3, 6-4).
Enfin, le dernier match se joue à Paris-Bercy en quarts de finale où le Serbe s'impose en 2 sets également (7-5, 6-2).

### 2015
En 2015, Novak Djokovic et Andy Murray se rencontrent à 7 reprises dont 4 fois en finale. Djokovic remporte 6 des 7 rencontres.
La première confrontation a lieu à l'Open d'Australie en finale et c'est Novak qui remporte le match en 4 sets (7-65, 64-7, 6-3, 6-0.
Ils se jouent ensuite à deux reprises sur la tournée américaine du mois de mars. Une première fois à Indian Wells en demi-finale où Novak remporte le match en 2 sets (6-2, 6-3) puis en finale du Masters de Miami où il le bat en 3 sets (7-63, 4-6, 6-0).
Sur la tournée de terre battue, Novak bat une seule fois Andy en demi-finale de Roland-Garros en 5 sets (6-3, 6-3, 5-7, 5-7, 6-1).
Murray vainc Djokovic en finale du Masters de Toronto en 3 sets (6-4, 4-6, 6-3).
En fin de saison, Djokovic bat Murray à deux reprises en Masters 1000. À Shanghai en demi-finale en 2 sets (6-1, 6-3) puis à Paris-Bercy en finale en 2 sets également (6-2, 6-4).

### 2016
En 2016, ils se rencontrent à 5 reprises pour 3 victoires du Serbe.
Ils se retrouvent comme en 2015 en finale de l'Open d'Australie et c'est encore Novak qui s'impose en 3 sets (6-1, 7-5, 7-63).
Puis sur la tournée sur terre battue, ils se jouent à 3 reprises en finale également. À Madrid, c'est Novak qui remporte le match en 3 sets (6-2, 3-6, 6-3). À Rome, Murray prend sa revanche et s'impose en 2 sets (6-3, 6-3). Enfin, ils se jouent pour la première fois en finale à Roland-Garros et c'est Novak qui remporte le match en 4 sets (3-6, 6-1, 6-2, 6-4). À Londres, les deux hommes se retrouvent en finale du Masters pour se disputer la place de numéro un mondial et c'est le Britannique qui l'emporte en deux sets (6-3, 6-4) en 1 h 43.

### 2017
En 2017, ils se retrouvent pour leur premier tournoi de la saison à Doha et c'est Djokovic qui prend le dessus en 3 sets (6-3, 5-7, 6-4) et met fin à une série de 28 victoires consécutives de Murray.

## Record de la rivalité Djokovic/Murray
- Durant l'ère open, c'est la paire qui s'est rencontrée le plus souvent en finale de l'Open d'Australie, soit 4 fois.
- Durant l'ère open, c'est la seule paire avec celle de Nadal-Djokovic qui s'est rencontrée en finale des quatre différents Grands Chelems.
  1. Nadal-Djokovic (US Open 2010, Wimbledon 2011, Open d'Australie 2012, Roland-Garros 2012)
  2. Djokovic-Murray (Open d'Australie 2011, US Open 2012, Wimbledon 2013, Roland-Garros 2016)
- Andy Murray est le seul joueur à avoir battu Novak Djokovic en finale de Wimbledon (en 2013), et lors d'une finale de Grand Chelem en 5 sets (à l'US Open 2012).

## Période de domination Djokovic/Murray dans les principales compétitions
| A.   | Open d'Australie                  | Roland-Garros                     | Wimbledon                        | US Open                              | Masters                                 | Jeux olympiques                   | Coupe Davis                | Classement ATP                 |
| ---- | --------------------------------- | --------------------------------- | -------------------------------- | ------------------------------------ | --------------------------------------- | --------------------------------- | -------------------------- | ------------------------------ |
| 2007 | Roger Federer Fernando González   | Rafael Nadal Roger Federer        | Roger Federer Rafael Nadal       | Roger Federer Novak Djokovic         | Roger Federer David Ferrer              | -                                 | États-Unis Russie          | Roger Federer Rafael Nadal     |
| 2008 | Novak Djokovic Jo-Wilfried Tsonga | Rafael Nadal Roger Federer        | Rafael Nadal Roger Federer       | Roger Federer Andy Murray            | Novak Djokovic Nikolay Davydenko        | Rafael Nadal Fernando González    | Espagne Argentine          | Rafael Nadal Roger Federer     |
| 2009 | Rafael Nadal Roger Federer        | Roger Federer Robin Söderling     | Roger Federer Andy Roddick       | Juan M. del Potro Roger Federer      | Nikolay Davydenko Juan Martín del Potro | -                                 | Espagne République tchèque | Roger Federer Rafael Nadal     |
| 2010 | Roger Federer Andy Murray         | Rafael Nadal Robin Söderling      | Rafael Nadal Tomáš Berdych       | Rafael Nadal Novak Djokovic          | Roger Federer Rafael Nadal              | -                                 | Serbie France              | Rafael Nadal Roger Federer     |
| 2011 | Novak Djokovic Andy Murray        | Rafael Nadal Roger Federer        | Novak Djokovic Rafael Nadal      | Novak Djokovic Rafael Nadal          | Roger Federer Jo-Wilfried Tsonga        | -                                 | Espagne Argentine          | Novak Djokovic Rafael Nadal    |
| 2012 | Novak Djokovic Rafael Nadal       | Rafael Nadal Novak Djokovic       | Roger Federer Andy Murray        | Andy Murray Novak Djokovic           | Novak Djokovic Roger Federer            | Andy Murray Roger Federer         | République tchèque Espagne | Novak Djokovic Roger Federer   |
| 2013 | Novak Djokovic Andy Murray        | Rafael Nadal David Ferrer         | Andy Murray Novak Djokovic       | Rafael Nadal Novak Djokovic          | Novak Djokovic Rafael Nadal             | -                                 | République tchèque Serbie  | Rafael Nadal Novak Djokovic    |
| 2014 | Stanislas Wawrinka Rafael Nadal   | Rafael Nadal Novak Djokovic       | Novak Djokovic Roger Federer     | Marin Čilić Kei Nishikori            | Novak Djokovic Roger Federer            | -                                 | Suisse France              | Novak Djokovic Roger Federer   |
| 2015 | Novak Djokovic Andy Murray        | Stanislas Wawrinka Novak Djokovic | Novak Djokovic Roger Federer     | Novak Djokovic Roger Federer         | Novak Djokovic Roger Federer            | -                                 | Grande-Bretagne Belgique   | Novak Djokovic Andy Murray     |
| 2016 | Novak Djokovic Andy Murray        | Novak Djokovic Andy Murray        | Andy Murray Milos Raonic         | Stanislas Wawrinka Novak Djokovic    | Andy Murray Novak Djokovic              | Andy Murray Juan Martín del Potro | Argentine Croatie          | Andy Murray Novak Djokovic     |
| 2017 | Roger Federer Rafael Nadal        | Rafael Nadal Stanislas Wawrinka   | Roger Federer Marin Čilić        | Rafael Nadal Kevin Anderson          | Grigor Dimitrov David Goffin            | -                                 | France Belgique            | Rafael Nadal Roger Federer     |
| 2018 | Roger Federer Marin Čilić         | Rafael Nadal Dominic Thiem        | Novak Djokovic Kevin Anderson    | Novak Djokovic Juan Martín del Potro | Alexander Zverev Novak Djokovic         | -                                 | Croatie France             | Novak Djokovic Rafael Nadal    |
| 2019 | Novak Djokovic Rafael Nadal       | Rafael Nadal Dominic Thiem        | Novak Djokovic Roger Federer     | Rafael Nadal Daniil Medvedev         | Stéfanos Tsitsipás Dominic Thiem        | -                                 | Espagne Canada             | Rafael Nadal Novak Djokovic    |
| 2020 | Novak Djokovic Dominic Thiem      | Rafael Nadal Novak Djokovic       | N/O                              | Dominic Thiem Alexander Zverev       | Daniil Medvedev Dominic Thiem           | -                                 | -                          | Novak Djokovic Rafael Nadal    |
| 2021 | Novak Djokovic Daniil Medvedev    | Novak Djokovic Stéfanos Tsitsipás | Novak Djokovic Matteo Berrettini | Daniil Medvedev Novak Djokovic       | Alexander Zverev Daniil Medvedev        | Alexander Zverev Karen Khachanov  | Russie Croatie             | Novak Djokovic Daniil Medvedev |
| 2022 | Rafael Nadal Daniil Medvedev      | Rafael Nadal Casper Ruud          | Novak Djokovic Nick Kyrgios      | Carlos Alcaraz Casper Ruud           | Novak Djokovic Casper Ruud              | -                                 | Canada Australie           | Carlos Alcaraz Rafael Nadal    |
| 2023 | Novak Djokovic Stéfanos Tsitsipás | Novak Djokovic Casper Ruud        | Carlos Alcaraz Novak Djokovic    | Novak Djokovic Daniil Medvedev       | Novak Djokovic Jannik Sinner            | -                                 | Italie Australie           | Novak Djokovic Carlos Alcaraz  |
| 2024 | Jannik Sinner Daniil Medvedev     | Carlos Alcaraz Alexander Zverev   | Carlos Alcaraz Novak Djokovic    | Jannik Sinner Taylor Fritz           | Jannik Sinner Taylor Fritz              | Novak Djokovic Carlos Alcaraz     | Italie Pays-Bas            | Jannik Sinner Alexander Zverev |

## Collaboration (2025)
Alors qu'il a pris sa retraite, Murray devient entraîneur de Djokovic début 2025.